# Tórshavn
Thành phố Tórshavn nằm ở phía đông của đảo Streymoy, là thủ phủ và là trung tâm kinh tế, văn hóa của quần đảo Faroe. Tórshavn có dân số khoảng 19 000 người (thống kê năm 2008)

## Lịch sử
Tên Tórshavn có nghĩa là Cảng của thần Thor (thần sấm sét trong thần thoại Bắc Âu). Tên này nhắc tới việc xây dựng nền tảng của thành phố từ đầu thế kỷ thứ 9, trước khi Kitô giáo du nhập vào đây. Tórshavn lớn lên dần từ khu phố cổ Tinganes, khu phố mà các người Viking Na Uy đã lập nghị viện đầu tiên của họ vào năm 825, nghị viện mà nay mang tên Føroya Løgting là một trong 3 nghị viện lâu đời nhất thế giới.
- Năm 1000: Theo truyền thuyết, nghị viện quyết định chấp nhận Kitô giáo do nhà truyền giáo Na Uy Sigmundur Brestisson (961-1005) rao giảng
- Năm 1035: chấm dứt thời đại Viking ở đây
- Năm 1271: Vua Na Uy thiết lập chế độ độc quyền buôn bán ở Tórshavn
- Năm 1539: cải sang đạo Tin Lành
- Năm 1580: Magnus Heinason (1548-1589) lập chiến lũy Skansin để phòng thủ chống các bọn cướp biển. Skansin này được xây lại nhiều lần, bộ mặt của Skansin hiện nay có từ năm 1790
- Năm 1584: Torshavn có 101 cư dân
- Năm 1655: vua Frederik III của Đan Mạch trao quần đảo Faroe cho Kristoffer Gabel làm thái ấp. Gia đình Gabel cai trị quần đảo từ năm 1655 tới 1709. Đây là thời kỳ đen tối nhất của Tórshavn và của quần đảo nói chung.
- Năm 1673: Khu Tinganes bị cháy, các tài liệu ghi chép về quần đảo Faroe và của Gabel bị thiêu hủy
- Năm 1709: Hoàng gia Đan Mạch nắm độc quyền buôn bán ở Tórshavn. Thành phố bắt đầu mở rộng về phía đông của sông nhỏ. Cùng năm, trận dịch đậu mùa giết chết 250 người trong tổng số 300 cư dân của thành phố.
- Cuối thế kỷ 18, Tórshavn phát triển thành 1 thành phố thực sự, khi nhà buôn Đan Mạch Niels Ryberg nắm độc quyền buôn bán các hàng hóa từ Copenhagen được chở tới 3 lần mỗi năm
- Năm 1856: Bãi bỏ độc quyền buôn bán. Xây lại nhà nghị viện hiện nay
- Năm 1866: Lập Hội đồng thành phố, Tórshavn trở thành thủ phủ của quần đảo Faroe
- Năm 1909: Tórshavn được vua Đan Mạch nâng lên hàng thương trấn, với các đặc quyền thương trấn như các thành phố khác của Đan Mạch
- Năm 1929: Lập hải cảng lớn hiện đại để các tàu lớn có thể cập cảng
- Năm 1931: 1 linh mục và 7 nữ tu Công giáo tới lập 1 trường học và 1 nhà giữ trẻ ở Bringsnagøta
- Năm 1940: Khi quân đội Anh chiếm đóng quần đảo Faroe trong thế chiến thứ hai, khu chiến lũy Skansin được dùng làm tổng hành dinh của Bộ chỉ huy Hải quân Hoàng gia Anh. Hai súng đại bác được tháo từ tàu chiến cũ HMS Furious đem lên đặt ở đây làm súng đại bác phòng không

## Giao thông
Từ Tórshavn, có các tuyến phà tới đảo Nólsoy và Suduroy (quần đảo Faroe), Hanstholm (Đan Mạch), Iceland, Lerwick (Quần đảo Shetland, Scotland), Bergen (Na Uy).
Cũng có các tuyến trực thăng bay tới các làng xa xôi hẻo lánh nhất của quần đảo. Từ tháng 1 năm 2007, việc di chuyển bằng xe bus trong phạm vi thành phố được miễn phí

## Kinh doanh sản xuất
Tórshavn có 1 xưởng đóng tàu, 1 xưởng chế tạo máy, 1 nhà máy bia, 1 nhà máy chế biến sữa và các sản phẩm từ sữa, nhiều cảng cá, nhiều nhà máy chế biến hải sản, nhiều hãng dịch vụ và các trung tâm buôn bán

## Các cơ sở & viện
Tórshavn có trụ sở của các cơ quan:
- Nghị viện của quần đảo

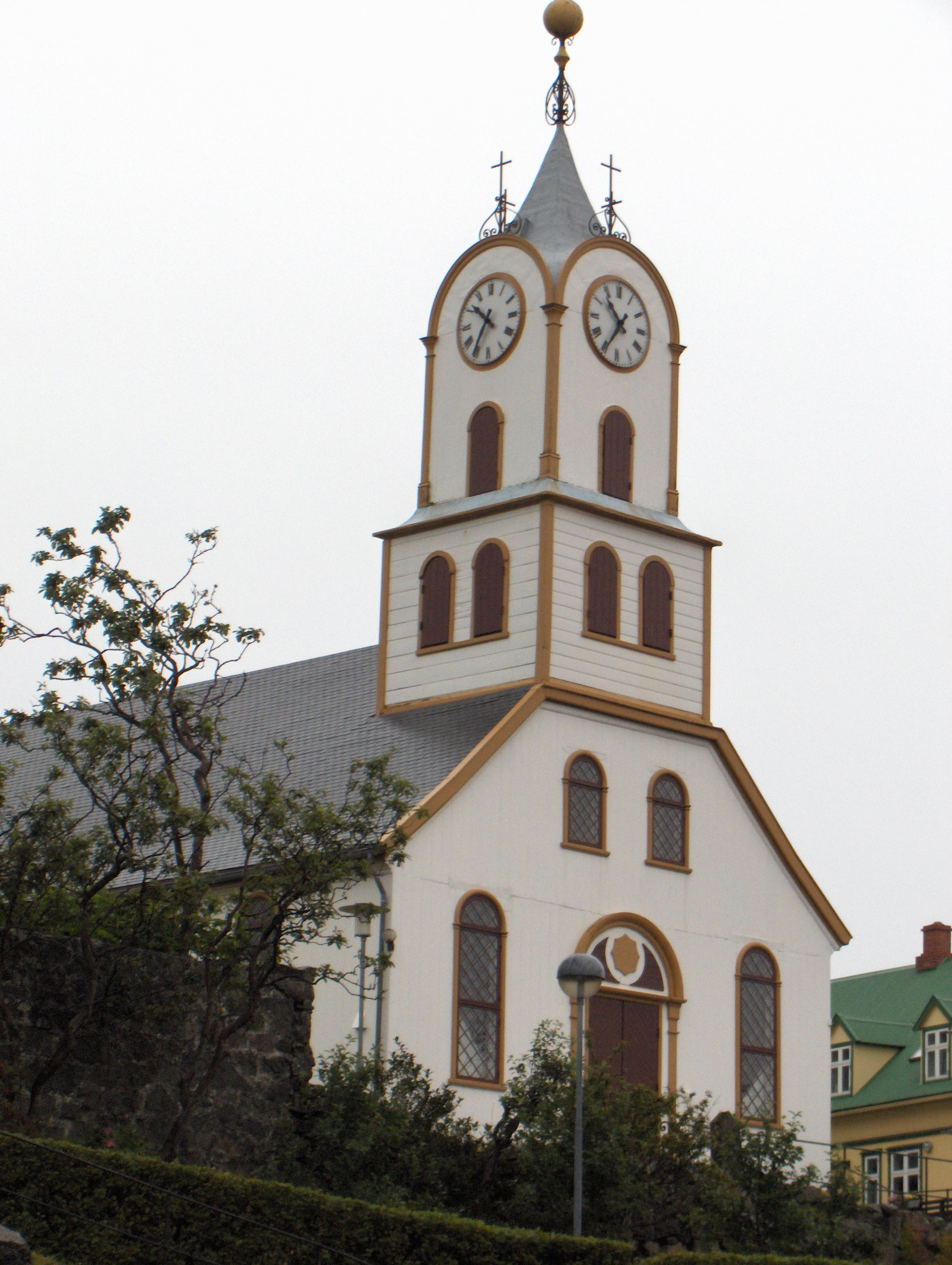
Nhà thờ chính tòa Tórshavn

- Chính phủ tự trị và các cơ quan trực thuộc
- Đài Truyền hình và Đài Phát Thanh
- Nhà Bưu điện
- Trường đại học
- Trường Cao đẳng nhân dân
- Trường hàng hải
- Trường sư phạm
- Lãnh sự quán của các nước Đức, Brasil, Phần Lan, Pháp, Hy Lạp, Hà Lan, Iceland, Ý, Na Uy, Nga, Vương quốc Anh, Thụy Điển